# Micha Marah

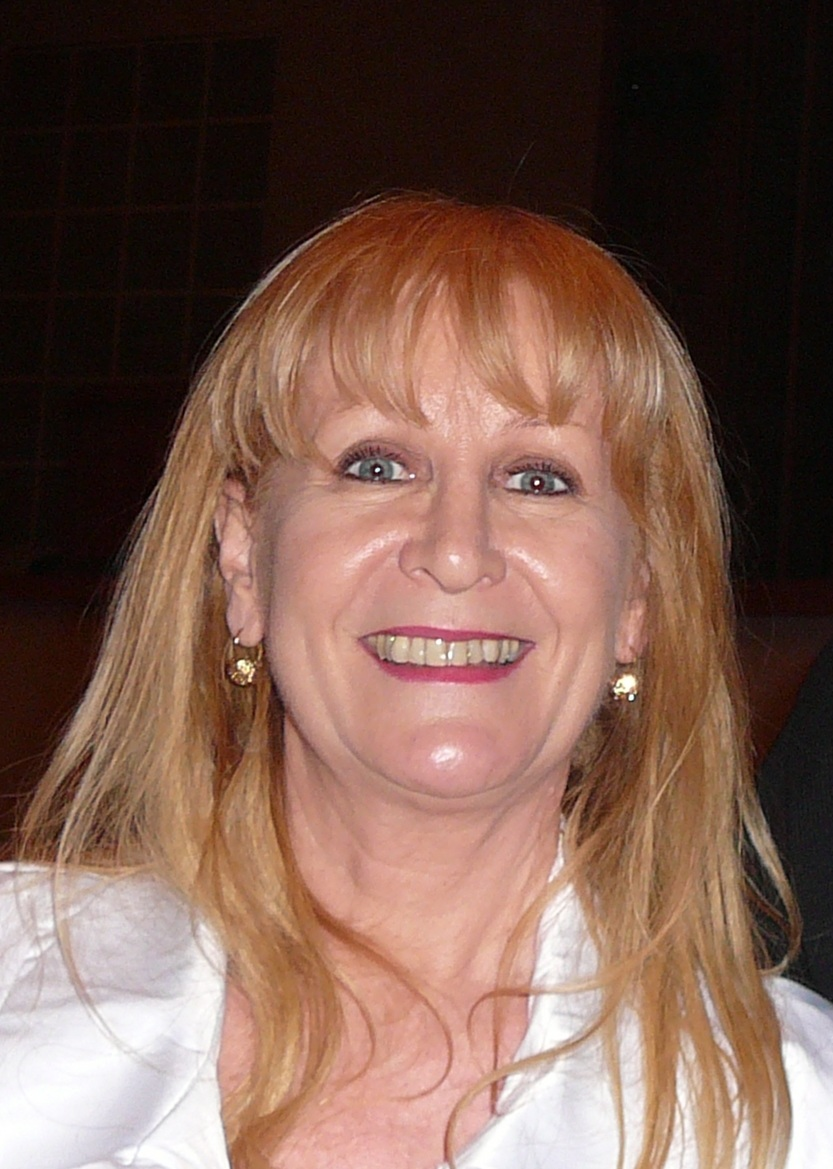
Micha Marah (2013)

Micha Marah (* 26. September 1953 in Turnhout, Flandern, eigentlich Aldegonda Leppens) ist eine belgische Sängerin sowie Radio- und Fernsehmoderatorin.

## Biographie
1969 veröffentlichte Micha Marah im Alter von 16 Jahren ihre erste Single. Einem breiteren Publikum wurde sie aber durch die Teilnahme am belgischen Vorentscheid zum Eurovision Song Contest 1971 bekannt, der vom flämischen Fernsehsender BRT unter dem Titel Canzonissima veranstaltet wurde. Sie nahm an den Halbfinalrunden mit mehreren Liedern teil und konnte sich mit den drei Beiträgen Tamboerke, Ik ben zeventien und Die ring für das Finale qualifizieren. Im Finale selbst erhielt sie für alle drei Beiträge null Punkte von der abstimmenden Jury. Das Lied Tamboerke erreichte die flämischen Singlecharts und war Micha Marahs erster Hit. Ihre zweite Hitsingle war eine flämische Coverversion des zweitplatzierten spanischen Beitrages beim Eurovision Song Contest 1971, En un mundo nuevo unter dem Titel Die heerlijke wereld. Im gleichen Jahr erreichte sie auch mit den Liedern Ik ben een meisje und Sterren aan de hemel die Charts.
1975 nahm sie erneut an der belgischen Vorentscheidung zum Eurovision Song Contest teil. In einer aufwendigen Vorauswahl konnte sie sich mit den beiden Titeln Kom bij mij und ’t is over für das Finale qualifizieren, wo sie die Plätze sieben und fünf erreichte. Nach weiteren erfolgreichen Veröffentlichungen wurde die Sängerin vom Fernsehsender BRT intern ausgewählt, Belgien beim Eurovision Song Contest 1979 zu vertreten. In einer sich über fünf Wochen erstreckenden Vorentscheidung wurde aus sechs Beiträgen der Titel Hey nana als Wettbewerbsbeitrag ausgewählt. Marah war mit der Titelauswahl nicht einverstanden und hasste den Titel so sehr, dass sie sich weigerte ihn im Studio einzuspielen. Beim Wettbewerb in Jerusalem erhielt sie nur fünf Punkte und landete zusammen mit der österreichischen Vertreterin Christina Simon auf dem letzten Platz. Marah bezeichnete dieses Ergebnis als „Albtraum“. Es ist bis heute der letzte Wettbewerbsbeitrag, der nie vom Originalinterpreten aufgenommen wurde.
Nach der Wettbewerbsteilnahme folgten weitere Veröffentlichungen. 1983 brachte sie unter dem Titel Alleen voor kinderen ein Album mit Kinderliedern heraus. Die LP war ein Erfolg, sodass 1984 und 1985 die Teile zwei und drei folgten. Zusammen mit Marijn De Valck moderierte sie die Jugendsendung Stad op stelten im Fernsehen. Außerdem moderierte sie im Radio die Sendungen Hadiemicha und Kwistig met muziek. 1993 wurde anlässlich ihres vierzigsten Geburtstags ein Album mit ihren größten Hits veröffentlicht. Im gleichen Jahr entfernte sie sich von der Pop- und Schlagermusik. 1998 veröffentlichte sie eine CD mit irischen Volksliedern. 2006 gründete sie mit Alana Dante und Sandra Kim das Projekt Soul DivaZ, das in einem Bühnenprogramm Hits der 1960er Jahre präsentiert.
Im Mai 2017 sang sie ihren verhassten Eurovisionstitel Hey nana noch einmal anlässlich der Fernsehsendung Van Gils & Gasten live. Zuvor hatte sie ihn seit 1979 nur einmal 2009 im Rahmen eines Medleys gesungen.

## Diskografie

### Alben
- 1970: Micha Marah internationaal
- 1971: 17 jaar - Knokke 71
- 1983: Portretjes
- 1984: Alleen voor kinderen - Deel 1
- 1985: Alleen voor kinderen - Deel 2
- 1986: Alleen voor kinderen - Deel 3
- 1990: Micha Marah
- 1992: Neem m'n hand
- 1995: No Way Back
- 1998: Gouden momenten
- 1998: Voyage
- 2000: Moving On

### Singles
| - 1969: De majoretten - 1969: Ik heb geen mannequintalent - 1969: Saki Samba - 1970: Alles O.K. - 1970: Mijn rendez-vous - 1970: Ho ho im Tampico - 1971: Tamboerke - 1971: Die heerlike wereld - 1971: Lange haren - 1971: Hey jongens - 1972: Kersen zonder stenen - 1972: Johnny Boy - 1972: Disc Jockey Napolitano - 1973: Heel alleen kan ik niet leven - 1973: Mr. Popcorn - 1974: Ik zal altijd van ja houden - 1974: Hasta mañaña - 1975: ’t is over - 1975: Beter leven geven - 1976: The French Song - 1977: Vaya con dios - 1977: Dibbi dibbi dibbi da - 1978: If You Love Me - 1978: Regen | - 1979: Want je zit er zomaar bij - 1979: Comment ça va - 1979: Altijd tesamen - 1979: My Lullaby - 1980: Strooi wat witte bloemen om je heen - 1980: Kom eens retour - 1981: El caballero - 1981: Ik hou van alle zes - 1981: Show Me the Way - 1982: ’s nachts als je eenzam bent - 1983: Rozen Martha - 1983: Ineke - 1984: Rosetta en haar dromen - 1984: Zestien jaar - 1984: Kerstmis voor iedereen - 1985: Als je echt van iemand houdt - 1985: Benny - 1986: Blijf van m’n vriend - 1986: Iedere dans - 1986: Jij hoort bij mij - 1987: Echte vrienden blijben vrienden - 1987: Wie gaat er mee - 1987: Vrijdagavond - 1988: Ascheid is een beetje als sterven | - 1988: Waarom ga je naar die ander - 1989: Samen dansen - 1989: Ik blijf op je wachten - 1989: ’t is te gek om weer verliefd te zijn - 1989: Jij bent het einde - 1990: M’n lieve man - 1990: Europe Together - 1990: Hou me vast - 1990: Kerstsingle - 1991: En ik blijf van je houden - 1991: Niets is mij teveel - 1991: En op dat ogenblik - 1992: Is dit nu alles - 1992: Kan ik nog geven om jou - 1993: Niemand - 1993: Veertig jaar - 1995: Verloren zoon - 1995: Granuaile - 1995: I Will Be There - 1995: One Heart Breaks - 1997: Only a Woman's Heart - 1997: Down in the City - 1998: Meet on the Ledge - 1998: Caledonia |